# Franz Carl Hacker
Franz Carl Hacker (Taufname Franciscus Carolus) (getauft 19. August 1694 in Platten; † 1753 ebenda) war ein böhmischer Mineraloge, Bergmeister, Markscheider und Erzprobierer. Er leitete das Bergamt Platten von 1721 bis 1753.

## Leben
Franz Carl Hacker war der Sohn des Berg- und Forstmeisters von Platten Johann Friedrich Hacker und dessen Ehefrau Anna Margaretha geb. Mayer. Seine Eltern stammten ursprünglich beide aus Schlaggenwald.
Hacker sammelte früh als kaiserlicher Scholar, Markscheider und Erzprobierer im Bergbau an Erfahrung. 1721 wurde die vakante Stelle des Bergmeisters von Platten mit Franz Carl Hacker neu besetzt. Er übernahm des Amt vom abgesetzten Glashütten- und Blaufarbenwerksbesitzer Christoph Adalbert Putz. 1733 fand unter Hacker und dem Berggeschworenen Daniel Eger eine neue Preisfestsetzung der gewonnenen Erze statt. 1740 ließ Hacker in Platten eine neue Zinnhütte errichten. 1753 erfolgte wohl nach einer Beschwerde durch Benjamin Hennig seine Amtsenthebung. Die vakante Stelle wurde mit Johann Franz Seeling neubesetzt, der sofort um eine Gehaltserhöhung bat. Hacker richtete nun ein Gesuch an das oberste Bergamt um eine offene Stelle im Filialzehentamt. Er starb noch im gleichen Jahr im Alter von 59 Jahren.

## Auszüge
„… hirzu militiret quinto Vor das Plattner Bergamt noch dieses motivum, daß der alldortige Berg Meister Frantz Carl hacker als gewester Kayserlicher Scholar auf Silber-Bergwerken, dann in probiren und Markscheiden eine gründliche Erfahrenheit und manipulation besitzet und weilen erst kürzlich der obgedachte blos in Zinn Berg Werken practicirt geweste Berggeschworner Daniel Eger abgestorben, und das zeitliche geseegnet da=hero auch zu diesen hirmit vacirenden Dienst ein solches subjectum angestellet werden wird, welches als ein auf=gestelter Berggeschworener zugleich auch Silber gänge practiciret, folglich dieses Plattner Bergamt sowohl von Leeder, als von der Feder der Amts Schuldigkeit nachzukommen wissen sind …“

## Familie
Franz Carl Hacker heiratete am 18. November 1727 in Platten Maria Regina Eckersam. Aus der Ehe gingen acht Kinder hervor.